# Rezolucja Rady Bezpieczeństwa ONZ nr 492
Rezolucja Rady Bezpieczeństwa ONZ nr 492 została przyjęta jednomyślnie 10 listopada 1981 r.
Po przeanalizowaniu wniosku Antigui i Barbudy o członkostwo w Organizacji Narodów Zjednoczonych, Rada zaleciła Zgromadzeniu Ogólnemu przyjęcie tego państwa do swojego grona.

## Źródło
- UNSCR - Resolution 492